# Paliseul

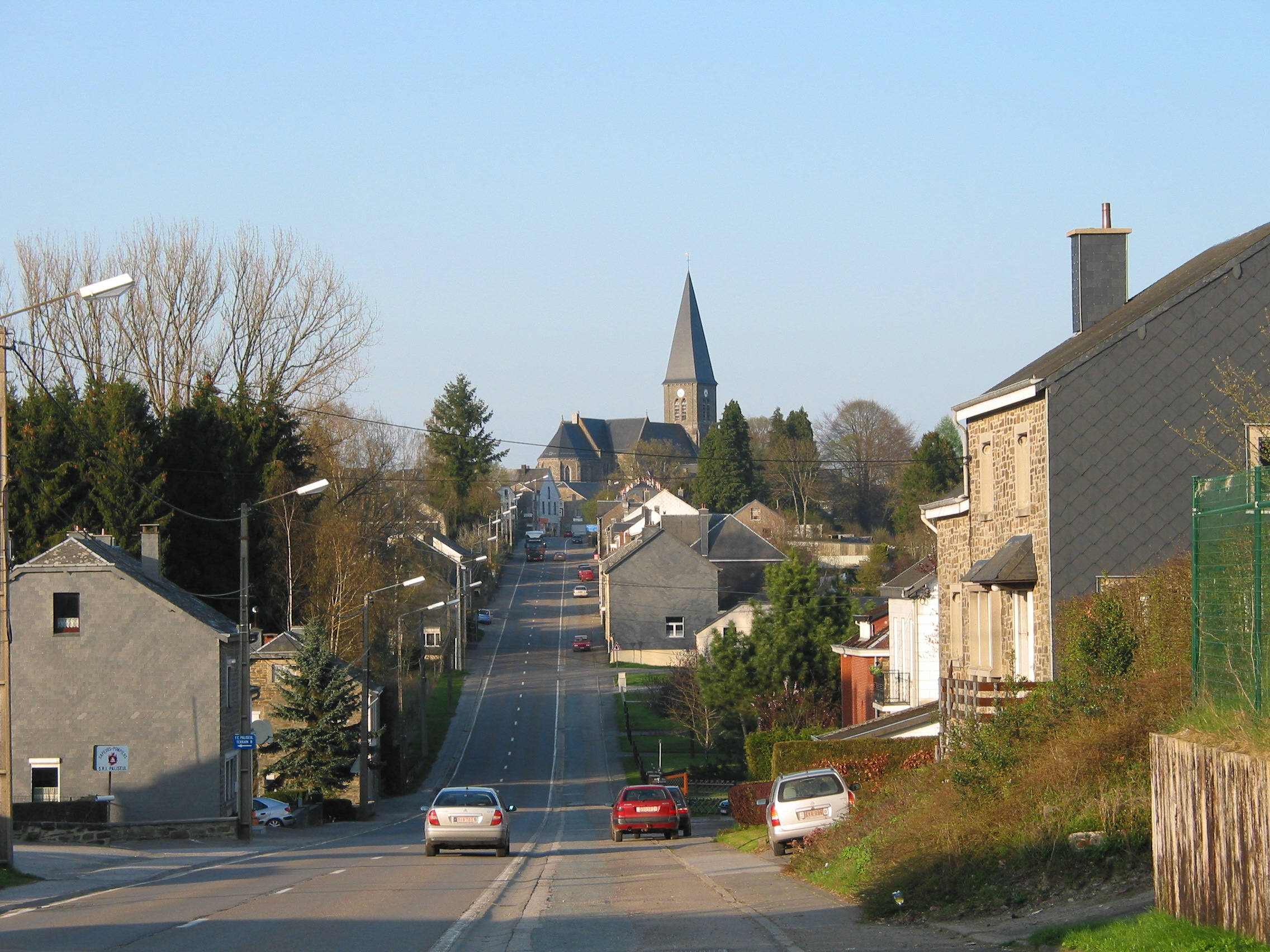
Phố Bouillon ở Paliseul

Paliseul là một đô thị của Bỉ. Đô thị này nằm ở tỉnh Luxembourg, vùng Wallonie.
Ngày 1 tháng 1 năm 2007, đô thị này có diện tích 112,96 km², có dân số 5.055 dân với mật độ dân số 44,8 người trên mỗi km².